# Комуністична партія Німеччини
Комуністична партія Німеччини (КПН, нім. Kommunistische Partei Deutschlands, KPD) — велика політична партія в Німеччині між 1918 і 1933 роками, і незначна партія в Західній Німеччині в повоєнний період, поки вона не була заборонена в 1956 році. У 1920-і роки членів КПН називали «спартаківці», оскільки вона була сформована з Союзу Спартака.
Заснована в період після Першої світової війни соціалістами, що виступали проти війни на чолі з Розою Люксембург. Під час Веймарської республіки період, КПН зазвичай отримувала від 10 до 15 відсотків голосів і була представлена в рейхстазі і в парламентах земель. Заборонена нацистським режимом Адольфа Гітлера, КПН працювала у підпіллі, але зазнала важких втрат. Партія була відроджена повоєнній Західній та Східній Німеччині та отримала місця у першому Бундестазі (західнонімецькому парламенті) на виборах в 1949 році. У Східній Німеччині, партія об'єдналася із соціал-демократичною партією у Соціалістичну єдину партію, яка була при владі у НДР до 1989–1990 рр.. Вона була заборонена у ФРН в 1956 році Конституційним судом. Деякі з її колишніх членів заснували Німецьку комуністичну партію (НКП) у 1969 році.

## Історія

### Перші роки: 1919-1921
КПН була заснована на загальнонімецькій конференції «спартаківців» та ліворадикальних груп німецької соціал-демократії, яка проходила в Берліні від 29 грудня 1918 до 1 січня 1919 року. На конференції 30 грудня 1918 конституювався Установчий з'їзд Комуністичної партії Німеччини. З'їзд прийняв програму партії і заявив про повну солідарність КПН із Радянською Росією.  До керівництва нової партії увійшли лідери лівого крила німецької соціал-демократії, що виступили 1914 року проти світової війни — Роза Люксембург, Карл Лібкнехт, Лео Йогіхес та інші.
К. Лібкнехт та Р. Люксембург були прихильниками збройної революційної боротьби. У свою чергу, соціал-демократичний уряд, що прийшов до влади після падіння монархії, прагнув не допустити розвитку революційних процесів. Військовий міністр Німеччини соціал-демократ Густав Носке керував створенням напіввійськових т. з. «добровольчих загонів» (фрайкорів). Під час придушення збройного повстання спартаківців у Берліні в січні 1919 року Р. Люксембург і К. Лібкнехт були вбиті. На думку брата К. Лібкнехта — Вільгельма, до цього був причетний Карл Радек. Лідером партії став тоді Лео Йогіхес. Після його вбивства в березні 1919 року партію очолив Пауль Леві. Іншими важливими фігурами в партії на той час були: Клара Цеткін , Пауль Фреліх, Гуго Еберлейн, Франц Мерінг, Август Тальгеймер і Ернст Майер.
Після заснування у березні 1919 року Комуністичного інтернаціоналу КПН стає його німецької секцією. На початку весни 1920 року в партії відбувається розкол. З неї виходять ліві комуністи, і утворюють Комуністичну робітничу партію Німеччини (КАПД). Лідерами лівих комуністів були Пауль Маттік, Отто Рюле та інші.
Пауль Леві, будучи лідером партії, прагнув більшою мірою орієнтуватися на роботу з соціал-демократами і «незалежниками».  У боротьбі проти контрреволюції, особливо проти Капповського путчу 1920, в русі «Руки геть від Радянської Росії!» комуністи і багато членів Незалежної соціал-демократичній партії Німеччини (НСДПН) виступали пліч-о-пліч. Результатом близької співпраці стало приєднання на 6-му з'їзді КПН у грудні 1920 року більшості членів НСДПН до комуністичної партії. Леві виступав проти форсування революційних процесів. У лютому 1921 року він вийшов з ЦК компартії на знак протесту проти так званої «наступальної стратегії», що її диктувала Москва. Новими лідерами партії стали Генріх Брандлер і Август Тальгеймер. У березні 1921 року відбулися збройні виступи комуністів і соціал-демократів в Середній Німеччині.

### Невдала революція: 1923
1923 рік — був роком революційного піднесення в Німеччині. Страйкова хвиля, що прокотилася в травні цього року, призвела до відставки уряду Вільгельма Куно. У цей період комуністична партія завойовує сильний вплив серед робочого класу Німеччини. Однак, серед керівництва КПГ не було впевненості в можливості здійснення революційного процесу. На зустрічі Центру КПГ в травні 1923 Карл Радек говорив:
|  | «Сьогодні ми не маємо можливостей для встановлення пролетарської диктатури, тому що немає необхідного для цього умови — коли революційною буде більшість робітничого класу». |

У серпні розвинулася гіперінфляція. Ціни подвоювалися практично кожні кілька годин. Почав зростати стихійний страйковий рух, який досяг своєї кульмінації у загальному страйку, який почався у Берліні і поширилася потім на всю країну. Уряд Куно в серпні пішло у відставку. Лідери КПН більше не могли нехтувати, політичною ситуацією що розвивалася. В кінці серпня керівництво КПН попрямувало до Москви для обговорення становища.
Керівництво Комінтерну після обговорень з німецькими комуністами прийшло до висновку, що Німеччина наближається до революції і вже зараз необхідно зайнятися технічною підготовкою повстання. Троцький вважав, що необхідно встановити точну дату повстання, однак Радек і Брандлер були проти цього . У багатьох місцях створювалися збройні пролетарські сотні; в жовтні в Саксонії і Тюрінгії були утворені «робочі уряду» з лівих соціал-демократів і комуністів . Тим часом, число членів КПГ зросло з 225 тисяч у січні 1923 року до 400 тисяч восени того ж року. Партія випускала 42 щоденні газети і ряд журналів, мала 20 друкарень і свої книжкові магазини .
За підтримки президента Фрідріха Еберта рейхсвер почав чинити тиск на Саксонський і Тюрінгський уряд. Був випущений наказ про заборону пролетарських сотень в Саксонії. Після невиконання триденного ультиматуму про роззброєння сотень, 21 жовтня 1923 збройні сили уряду увійшли до Саксонії.
Однак в останній момент керівництво КПН відмовилося від повстання. По всій країні були відправлені емісари партії для повідомлення про новий прийняте рішення. Однак інформація не встигла прийти вчасно в Гамбург, де місцеві активісти КПН почали здійснення плану повстання. 23 жовтня близько 1300 членів КПН захопили 17 поліцейських ділянок в Гамбурзі, в робочих районах були зведені барикади. Наступного дня повсталими був випущений заклик до загального страйку. Після трьох днів боїв в робочих районах Гамбурга, — Бармбеке і Шіффбеке, — повстання було придушене.
У листопаді 1923 року партія була заборонена, і перебувала на нелегальному становищі до весни 1924 року. Проведений нелегально в квітні 1924 року 9-й з'їзд КПН обговорив ситуацію, що склалася в 1923 році і перспективу роботи партії в умовах стабілізації капіталізму. Брандлер та його прихильники були виключені зі складу Центру КПН . Надалі, Брандлер і Тальгеймер підтримали Праву опозицію у ВКП(б). У 1929 році вони та їхні прихильники були виключені з КПН, і створили Комуністичну партію — Опозиція.

### Фішер і Маслов: 1924-1925
Після відсторонення Брандлера і Тальгеймера від керівництва компартією, новими лідерами стали Рут Фішер і Аркадій Маслов, представники її ультралівого крила, до яких також приєдналися Вернер Шолем і Артур Розенберг. Нове керівництво проводить тактику створення незалежних «червоних профспілок». Це призвело до ізоляції профспілок, орієнтованих на КПН, від масового профспілкового руху. Це позначилося у вигляді зменшення впливу партії в робітничому русі. Якщо на конгресі профспілок 1922 комуністи мали 88 своїх делегатів, то в 1925 році їх число скоротилося до чотирьох . В цілому, розбіжності між керівництвом КПН і Комінтерну привели до усунення Фішера і Маслова з керівництва партії.

### Тельман — Реммеле — Нойман: 1925-1933
Новими лідерами партії стали Ернст Тельман, Герман Реммеле і Хайнц Нойман. Нове керівництво відмовилося від ультралівого курсу своїх попередників. Компартією було висунуте гасло профспілкової єдності . Після об'єднання у 1926 році Троцького і Зінов'єва, Фішер і Маслов підтримали Об'єднану опозицію у ВКП(б). Після виключення їх прихильників з КПН в тому ж, 1926, році, ними було засновано Ленінбунд. На виборах 1928 року компартія отримала підтримку 10,6% виборців (54 місця в рейхстазі).
У 1928 році після низки невдач на міжнародному рівні Комінтерн переходить до тактики т. з. «Третього періоду». Одним з елементів цієї тактики була «теорія соціал-фашизму». Згідно з цією теорією, між буржуазною демократією (а також і соціал-демократією) і фашистською диктатурою немає ніякої різниці . Відповідно до неї відкидалося будь-яка співпраця компартії і соціал-демократів. Така тактика була підтверджена на засіданні Виконкому Комінтерну в квітні 1931 року. На цьому засіданні Тельман дав оцінку перемоги націонал-соціалістів на виборах в рейхстаг. На загальних виборах, що пройшли 14 вересня 1930, кількість голосів, відданих за НСДАП, склало 18,3% в порівнянні з 2,6% в 1928 році. У своєму виступі Тельман, зокрема, заявив:
|  | «Після 14 вересня слідом за сенсаційним успіхом націонал-соціалістів їх прихильники по всій Німеччині очікували дуже багато чого. Ми, однак, не дозволили, щоб нас збила зі шляху паніка, яка проявилася в робітничому класі, принаймні, серед прихильників соціал-демократичної партії. Ми тверезо і серйозно заявили, що 14 вересня було в певному сенсі найкращим днем Гітлера, за яким не послідує кращих днів, але тільки гірші.» |

Своєрідність цієї тактики виразилося в т. н. «Червоному референдумі» 1931 року по довірі соціал-демократичному уряду Пруссії. Спочатку референдум був ініційований націонал-соціалістами. Вони закликали до «народної революції» проти партії, яка «погодилася з рабством і приниженням Версальського миру». Комуністична партія також закликала своїх прихильників голосувати проти прусського уряду .
На виборах у листопаді 1932 року компартія отримала найбільший результат на виборах за всю її історію — 16,9% голосів.

### Нацистська Німеччина: 1933-1945
За злочинами німецького нацизму стоїть тінь Сталіна. Гітлера (тобто нацизм) до перемоги на виборах у Німеччині привів Сталін. Так, саме за вказівкою Сталіна німецька компартія голосувала за Гітлера і дала йому ту кількість голосів, яка дозволила Націонал-соціалістичній робітничій партії Німеччини  на виборах впевнено прийти до влади. Сталін таким чином хотів під приводом майбутньої боротьби з нацизмом захопити усю Європу.
Після приходу до влади Адольфа Гітлера в січні 1933 року компартія була заборонена (приводом для цього став підпал рейхстагу, в якому звинуватили комуністів), а проти її активістів були розпочаті репресії. 3 березня 1933 було заарештовано голову КПН Тельмана. З 300 тисяч членів КПН (на початок 1933 року) близько половини зазнали переслідувань, були кинуті в тюрми і концтабори, десятки тисяч вбиті.
У жовтні 1935 року відбулася Брюссельська конференція КПН. Критично оцінюючи діяльність КПН період, який передував, була вироблена нова орієнтація, яка висувала завдання встановлення єдності сил в тому числі з соціал-демократами в боротьбі проти фашизму.
У підпіллі комуністи разом з соціал-демократами вели боротьбу проти нацистського уряду в рамках антинацистського Руху Опору. У липні 1943 року з ініціативи ЦК КПН на території СРСР був створений національний комітет «Вільна Німеччина» .

### Після війни
Після поділу Німеччини, організації компартії в її східній частині в 1946 році об'єдналися з місцевими організаціями СДПН. Таким чином, виникла Соціалістична єдина партія Німеччини. У Західній частині з місцевих організацій КПН в 1948 році була знов заснована партія під тією ж назвою. Пізніш виник ряд комуністичних організацій у ФРН, які вважали себе наступниками КПН або вважалися такими (найвпливовіша — Німецька комуністична партія). Юридичною наступницею СЄПН є партія «Ліві» (у 1989-2007 роках відома як СЄПН/ПДС, ПДС, Ліва партія).
У 1970 році в Західному Берліні, що не входив до складу ФРН, була заснована маоїстська партія під назвою КПН (відновлювальна організація), з 1971 року — просто КПН (розпущена в 1980 році). У 1990 в НДР була заснована нова партія під назвою КПН. Оскільки НДР ще не була приєднана до ФРН, за Договорами про об'єднання заборону на цю партію не була поширена і після 3 жовтня 1990 року. Партія досі легально діє, але значущою силою не стала.

## Організація

### Голови Центру (з 1924 — ЦК) КПН
- 1919 Карл Лібкнехт і Роза Люксембург
- 1919 Лео Йогіхес
- 1919—1921 Пауль Леві
- 1921 Пауль Леві і Ернст Деміг
- 1921 Ернст Майер
- 1921—1924 Генріх Брандлер і Август Тальгеймер
- 1924 Герман Реммеле
- 1924—1925 Рут Фішер і Аркадій Маслов
- 1925-1933 Ернст Тельман
- 1933—1934 Йон Шер
- 1934—1946 Вільгельм Пік

### З'їзди КПН
- 1-й (установчий) з'їзд — 30 грудня 1918 — 1 січня 1919, Берлін;
- 2-й з'їзд — 20-24 жовтня 1919 року, Гайдельберг;
- 3-й з'їзд — 25-26 лютого 1920 року, Карлсруе;
- 4-й з'їзд — 14-15 квітня 1920 року, Берлін;
- 5-й з'їзд — 1-3 листопада 1920 року, Берлін;
- 6-й (об'єднавчий) з'їзд — 4-7 грудня 1920 року, Берлін;
- 7-й з'їзд — 22-26 серпня 1921 року, Єна;
- 8-й з'їзд — 28 січня — 1 лютого 1923 року, Лейпціг;
- 9-й з'їзд — 7-10 квітня 1924 року, Франкфурт-на-Майні;
- 10-й з'їзд — 12-17 липня 1925 року, Берлін;
- 1-а загальнопартійна конференція — 30 жовтня 1925 року, Берлін;
- 11-й з'їзд — 2-7 березня 1927, Ессен ;
- 12-й з'їзд — 9-15 червня 1929, Берлін;
- Загальнонімецька партконференція — 15-17 жовтня 1932, Берлін;
- Брюссельська партконференція (13-й з'їзд) — жовтень 1935 [7];
- Бернська партконференція (14-й з'їзд) — 30 січня - 1 лютого 1939;
- 15-й з'їзд — 19-20 квітня 1946, Берлін.

### «Die Rote Fahne»
Центральним органом (ЦО) КПН, а до цього Союзу «Спартак» , була газета «Die Rote Fahne» («Червоний прапор»). Вона була заснована 9 листопада 1918 Карлом Лібкнехтом та Розою Люксембург. Заборонена в лютому 1933 року, до 1935 видавалася в підпіллі, потім її видання було перенесено спочатку в 1935 році в Прагу, а в жовтні 1936 — до Брюсселя. Виходила до осені 1939 року.

## Участь у виборах
| Рік виборів     | Голоси у відсотках (зміна) | Голоси у відсотках (зміна) | Кількість місць в рейхстазі (зміна) | Кількість місць в рейхстазі (зміна) |
| --------------- | -------------------------- | -------------------------- | ----------------------------------- | ----------------------------------- |
| 1920            | 2,1 %                      | —                          | 2                                   | —                                   |
| 1924 (травень)  | 12,6 %                     | +10.9 %                    | 62                                  | +60                                 |
| 1924 (грудень)  | 8,9 %                      | −3.7 %                     | 45                                  | −17                                 |
| 1928            | 10,6 %                     | +1,7 %                     | 54                                  | +9                                  |
| 1930            | 13,1 %                     | +2,5 %                     | 77                                  | +23                                 |
| 1932 (липень)   | 14,3 %                     | +1,2 %                     | 89                                  | +12                                 |
| 1932 (листопад) | 16,9 %                     | +2,6 %                     | 100                                 | +11                                 |
| 1933 (березень) | 12,3 %                     | −4,6 %                     | 81                                  | −19                                 |